# Kvalifikace na Mistrovství světa ve fotbale 2026 (UEFA) – skupina J
Skupina J evropské kvalifikace na Mistrovství světa ve fotbale 2026 začala 21. března 2025. Vítěz skupiny postupuje na Mistrovství světa ve fotbale 2026. Tým, který skončí na 2. místě, postupuje do 2. kola evropské kvalifikace (baráže).

## Týmy
- Belgie
- Severní Makedonie
- Wales
- Kazachstán
- Lichtenštejnsko

## Výsledky
| Legenda                                          |
| ------------------------------------------------ |
| Vítěz skupiny postupující přímo na šampionát     |
| Týmy postupující do baráže o účast na šampionátu |

### Tabulka
| Tým               | Z | V | R | P | VG | IG | +/- | B |
| ----------------- | - | - | - | - | -- | -- | --- | - |
| Severní Makedonie | 4 | 2 | 2 | 0 | 6  | 2  | +4  | 8 |
| Wales             | 4 | 2 | 1 | 1 | 10 | 6  | +4  | 7 |
| Belgie            | 2 | 1 | 1 | 0 | 5  | 4  | +1  | 3 |
| Kazachstán        | 3 | 1 | 0 | 2 | 3  | 4  | –1  | 3 |
| Lichtenštejnsko   | 3 | 0 | 0 | 3 | 0  | 8  | –8  | 0 |